# Rubens Carlos Mayall
Rubens Carlos Mayall (Petrópolis, 7 de julho de 1917 – 29 de junho de 2004) foi um médico brasileiro.
Graduado em medicina pela Faculdade Nacional de Medicina da Universidade do Brasil em 1939. Foi eleito membro da Academia Nacional de Medicina em 1976, sucedendo Mario Pinto de Miranda na Cadeira 13, que tem Benjamim Antonio da Rocha Faria como patrono.